# Branko Ćirlić
Branislav „Branko” Ćirlić (cyr. Бранислав „Бранко” Ћирлић; ur. 8 lipca 1916 w Pirocie, zm. 9 marca 2017) – serbsko-polski slawista i tłumacz.

## Życiorys
Studiował leśnictwo na Uniwersytecie Belgradzkim oraz polonistykę na Uniwersytecie Warszawskim (1938). Od 1946 mieszkał w Polsce. Był m.in. korespondentem radia i prasy jugosłowiańskiej, wykładał na slawistyce Uniwersytetu Łódzkiego. publikował także recenzje w „Nowych Książkach”.
Tłumaczył zarówno z serbskiego na polski, jak i z polskiego na serbski. Członek Związku Literatów Polskich.
W 2007 otrzymał nagrodę literacką ZAiKS-u dla tłumaczy, a w 2011 został odznaczony Złotym Medalem „Zasłużony Kulturze Gloria Artis”.
Był mężem Danuty Ćirlić-Straszyńskiej, tłumaczki i publicystki. Ich córka, Dorota Jovanka Ćirlić-Mentzel jest również tłumaczką, autorką recenzji w Gazecie Wyborczej. Z małżeństwa z prawniczką Bogną Cirlić ma córkę Milankę. Dom dziadków, w którym się wychowywał, jest obecnie muzeum regionalnym.

## Twórczość
- Przewodnik po Jugosławii (Sport i Turystyka 1974, 1980, ISBN 83-217-2277-6; 1989, ISBN 83-217-2277-6)
- Dziewięć pawic i król smoków: na podstawie ludowych wątków serbskich (Krajowa Agencja Wydawnicza 1983, ISBN 83-03-00282-1; wydanie w książce zbiorowej pt. Za siedmioma lasami, Krajowa Agencja Wydawnicza 1990, ISBN 83-03-02673-9)

### Opracowania
- Antologia noweli jugosłowiańskiej (wybór i opracowanie; Czytelnik 1964)
- Momo Kapor, Blokada Belgradu (wstęp i przypisy; tłum. Elżbieta Ćirlić; Dialog 2001, ISBN 83-88238-63-9)
- Nowele i opowiadania południowosłowiańskie: chrestomatia. T. 1, 1848–1948 (wespół z Elżbietą Ćirlić; Dialog 2003, ISBN 83-88938-51-7)

### Tłumaczenia (wybór)

#### Z polskiego na serbski
- Antonjina Domanjska, Stari sat (Beograd: Prosveta 1946)
- Vanda Vasiljevska, Duga (Beograd: Prosveta 1946)
- Vladislav Rejmont, Kučka (wespół z Lazarem Kneževićem; Sarajevo: Seljačka knjiga 1952)
- Jadwiga Wernerowa, Rujka (Beograd: Publicističko-izdavački zavod „Jugoslavija” 1961)
- Stanisław Jachowicz, Bolesna mačkica (Zagreb: Mladost 1962)
- Irena Jurgielewiczova, Slikar i sretni leptir (Zagreb: Mladost 1963)
- Czesław Janczarski, Doživljaji medvjedića Klempe (Zagreb: Mladost 1964)
- Juliuš J. Herlinger, Velika trka (Gornnji Milanovac: Dečje novine; Warszawa: Krajowa Agencja Wydawnicza 1980)

#### Z serbskiego na polski
- Jovan Jovanović Zmaj, Jaki piękny świat/Ala j’lep ovaj svet (wybór i posłowie; tłum. wespół z Tadeuszem Kubiakiem; Gornji Milanovac: Dečje novine; Krajowa Agencja Wydawnicza 1983, ISBN 83-03-00193-0)
- Rade Obrenović, Co za rodzinka! (Krajowa Agencja Wydawnicza 1988; ISBN 83-03-02318-7; Jako Grunt to rodzinka: Krajowa Agencja Wydawnicza, 1991, ISBN 83-03-03225-9)
- Petre Bakevski, Słoneczny pierścień (wespół z Elżbietą Ćirlić; Książka i Wiedza 1998, ISBN 83-05-13008-8)
- Miloš Crnjanski, Powieść o Londynie (tłumaczenie i autorstwo wstępu; Wydawnictwo Adam Marszałek 2003, ISBN 83-7322-480-7)